# Strano appuntamento
Strano appuntamento è un film italiano del 1950 diretto da Dezső Ákos Hamza.

## Trama
Il ragionier Rossi si mette in testa di costruire una torre di mattoni, sul tetto della propria casa, per comunicare con Dio.